# Phytomyza knowltoniae
Phytomyza knowltoniae är en tvåvingeart som beskrevs av Erich Martin Hering 1957. Phytomyza knowltoniae ingår i släktet Phytomyza och familjen minerarflugor. Inga underarter finns listade i Catalogue of Life.